# Valjala
Valjala (em estoniano:  Valjala vald) é um município rural estoniano localizado na região de Saaremaa.